# Zaslap
Zaslap (cyr. Заслап) – wieś w Czarnogórze, w gminie Nikšić. W 2011 roku liczyła 49 mieszkańców.